# Marian Wołczuk
Marian Wołczuk (ur. 1942 w Podkamieniu, obecnie Ukraina) – polski artysta plastyk specjalizujący się w malarstwie i rysunku, wykładowca akademicki związany z Akademią Sztuk Pięknych im. Eugeniusza Gepperta we Wrocławiu, gdzie od 1991 kieruje Katedrą Kształcenia Ogólnoplastycznego przy Wydziale Architektury Wnętrz i Wzornictwa Przemysłowego, od 1991 profesor zwyczajny.

## Życiorys
W 1970 uzyskał dyplom na Wydziale Malarstwa Grafiki i Rzeźby w Państwowej Wyższej Szkole Sztuk Plastycznych we Wrocławiu. Od 1973 pracuje na uczelni jako nauczyciel akademicki. W latach 1986–1987 prodziekan, 1987-1990 dziekan, 1991-2005 kierownik Wydziału Architektury Wnętrz i Wzornictwa Przemysłowego. W 1990 uzyskał tytuł profesora nadzwyczajnego, a od 1991 jest profesorem zwyczajnym.
Miał ponad 48 wystaw indywidualnych z malarstwa i rysunku, a także pokazywał swoje prace na wystawach międzynarodowych m.in. w Portugalii, Kanadzie, Hiszpanii, Japonii, Jugosławii, Niemczech, Austrii, Szwecji, Francji, Holandii, USA i Australii. Ponadto, od roku 1970 uczestniczył w ponad 80. wystawach ogólnopolskich, na których otrzymał liczne nagrody i wyróżnienia.
W latach 80. XX w. był dwukrotnym laureatem Nagrody Ministra Kultury: 1981, 1986. W 2012 roku został odznaczony Brązowym Medalem Gloria Artis za działalność kulturalną i artystyczną.

## Twórczość
Wołczuk specjalizuje się w malarstwie i rysunku. Jego wyróżnikiem są ekspresja i dynamizm przybierające formy abstrakcyjnych lub strukturalnych wielobarwnych kształtów, które w zależności od fazy twórczej zawierają się zwykle między figuralnością a geometryzacją. Wołczuk w swojej twórczości czerpie z dokonań modernizmu, neoekspresjonizmu i postmodernizmu.

## Nagrody
- 1971 – Człowiek Praca Środowisko – Warszawa – I nagroda
- 1972 – VI Festiwal Polskiego Malarstwa Współczesnego – Szczecin – nagroda
- 1975 – VIII Festiwal Polskiego Malarstwa Współczesnego – Szczecin – nagroda
- 1979 – W obronie pokoju – Rzeszów – II nagroda
- 1980 – X Festiwal Polskiego Malarstwa Współczesnego – Szczecin]– wyróżnienie
- 1980 – Konfrontacje – Rzeszów – wyróżnienie
- 1980 – Morze Symbol Rzeczywistość – Gdańsk – wyróżnienie
- 1984 – Metafora Przestrzeni – Elbląg – wyróżnienie
- 1986 – Międzynarodowe Triennale Rysunku – Kalisz – wyróżnienie
- 1996 – Ogólnopolskie Biennale Pasteli – Nowy Sącz – wyróżnienie[5].

## Ważniejsze wystawy indywidualne
- 1970 – Wrocław – Galeria Kalambur
- 1972 – Legnica – BWA
- 1973 – Wrocław – Galeria Wiadomości
- 1973 – Warszawa – Kordegarda
- 1974 – Kłodzko – BWA
- 1975 – Łódź – Teatr Wielki
- 1976 – Wrocław – BWA
- 1976 – Wrocław – Politechnika Wrocławska
- 1976 – Wrocław – Galeria Teatru Współczesnego
- 1976 – Wałbrzych – BWA
- 1977 – Wrocław – BWA
- 1978 – Wrocław – BWA
- 1979 – Warszawa – Galeria MDM
- 1980 – Opole – Galeria Sztuki Współczesnej
- 1981 – Wrocław – Galeria Spojrzenia
- 2010 – Wrocław, ASP. Galeria Za szkłem
- 2013 – Wrocław, ASP Galeria Za szkłem[6]
- 2013 – Wrocław, ASP. Galeria Neon[7]
- 2013 – Wrocław, ASP. Galeria Neon[8]
- 2018 – Wrocław, ASP. Galeria Neon[9]
- 2022 – Wrocław, Pałac Królewski[10]